# Bourdelot
Pour les articles homonymes, voir Bourdelot (homonymie).
Le bourdelot, appelé aussi douillon lorsqu'il contient de la poire, est une spécialité culinaire de Normandie, ainsi que de Jersey, où elle s’appelle bourdélot. Il s’agit d’une pâtisserie dont le cœur est une pomme.

## Présentation
On place une pomme, pelée ou non, mais évidée, sur une abaisse carrée de pâte brisée ou feuilletée, suffisamment grande pour l’enfermer. La cavité, au centre du fruit, est remplie de sucre semoule, mouillée avec une cuillerée à café de calvados, avant d’être operculée avec une noisette de beurre. Les angles du carré de pâte sont alors refermés et soudés. La pâte est dorée au jaune d’œuf, puis les bourdelots sont mis à cuire au four.

## Normandie
Les bourdelots se dégustent chauds ou froids, accompagnés de crème fraîche, et arrosés de cidre bouché de Normandie. On peut même les flamber au calvados.
Il existe une confrérie des Gouste-Bourdelots du bocage athisien.

## Jersey
Le bourdélot, appelé également une « bourde », est une tradition jersiaise d’origine normande. Elle se prépare avec une pâte et des pommes et parfois avec des poires, le tout cuit au four. Les « bourdélots jeunmieaux » sont deux petits bourdélots jumeaux, formant un double bourdélot.